# 송이재

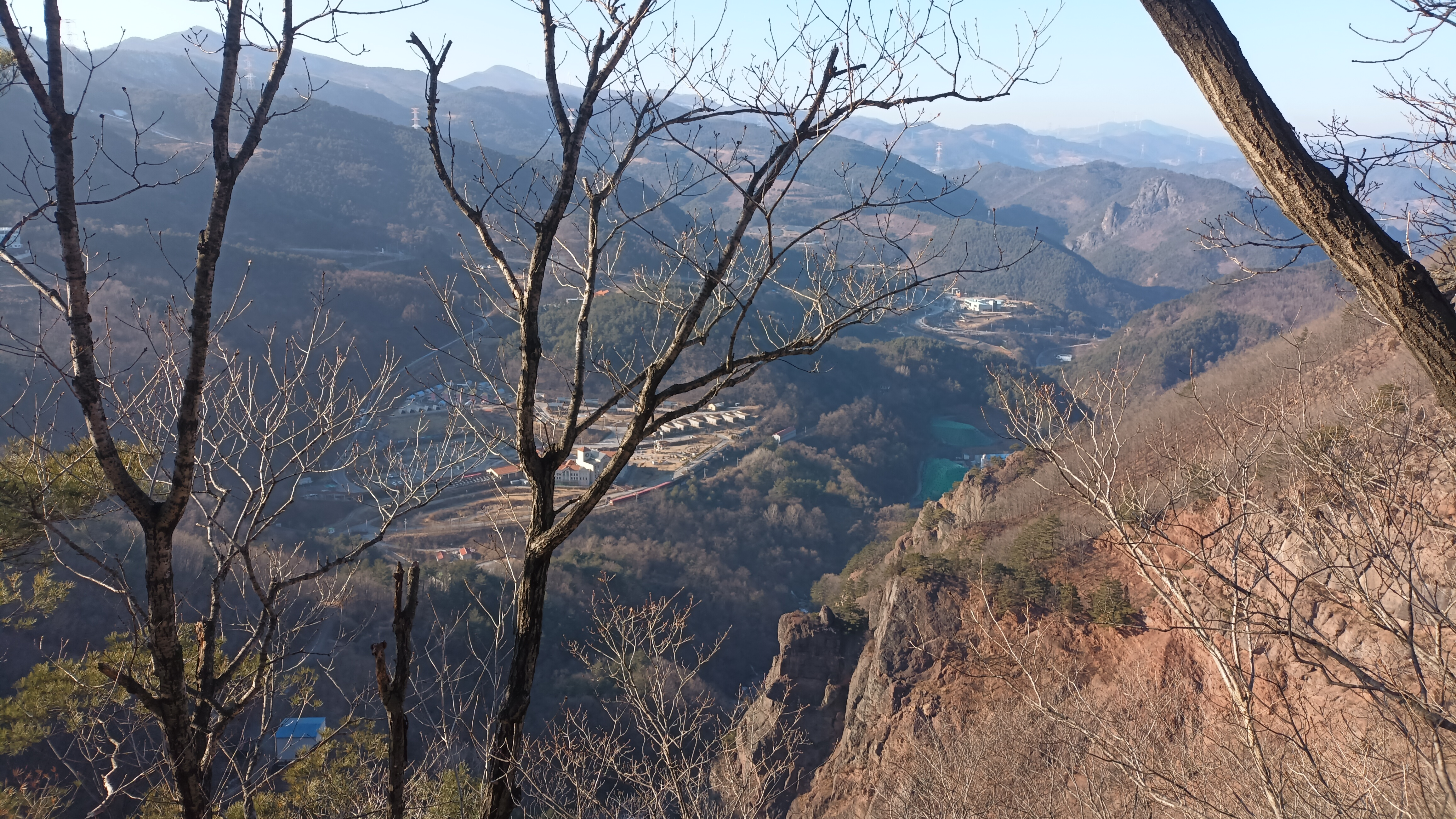
통리재, 삼척시 도계읍 방향

송이재는 강원특별자치도 태백시 통동과 삼척시 도계읍 사이에 있는 낙동정맥의 고개다. 다른 이름으로 노현(弩峴) 또는 통리재(桶里—)라고도 한다. 정상 부근의 높이는 약 772m이다. 국도 제38호선과 영동선 철도가 통과한다. 특히 영동선의 경우, 고도차를 극복하고자 강삭철도와 스위치백 등 다양한 방법이 시도되었는데, 현재는 루프터널인 솔안터널을 이용해 지난다. 폐지된 철거 시설은 추추파크에서 이용하고 있다.